# فرزاد صفی جهانشاهی
فرزاد صفی جهانشاهی (زادهٔ ۳ آبان ۱۳۸۲) کشتی‌گیر آزادکار ایرانی است.وی در مسابقات قهرمانی جوانان آسیا در وزن ۷۹ کیلوگرم صاحب مدال نقره نیز شده است.

## فعالیت حرفه‌ای ورزشی[۷][۸][۹][۱۰][۱۱]
- مدال برنز در مسابقات کشوری در سال ۱۴۰۰
- مدال برنز در مسابقات پهلوانی کشور ۱۴۰۰
- مدال طلا در مسابقات قهرمانی کشور ۱۴۰۱
- مدال نقره در مسابقات قهرمانی اسیا ۱۴۰۲
- نفر پنجم در مسابقات قهرمانی کشتی جهان ۱۴۰۲